# منطقه حفاظت‌شده کاتسوبوری
منطقه حفاظت‌شده کاتسوبوری (به لاتین: Katsoburi Managed Reserve) یک منطقه حفاظت‌شده در گرجستان است که در سامگرلو-زمو سوانتی واقع شده‌است.